# 梅﨑壽
梅﨑 壽（うめざき ひさし、1942年〈昭和17年〉8月23日 - ）は、日本の運輸官僚、実業家。
公益財団法人日本ナショナルトラスト会長（代表理事）、一般財団法人地域伝統芸能活用センター評議員、東京地下鉄株式会社代表取締役社長、帝都高速度交通営団副総裁、国土交通省顧問、運輸事務次官、運輸省大臣官房長、運輸省鉄道局長などを歴任。

## 来歴
福岡県大牟田市出身。1966年（昭和41年）、京都大学法学部を卒業。同年運輸省に入省。入省後、運輸行政に携わり、運輸省大臣官房海洋課長、鉄道監督局国有鉄道部日本鉄道建設公団・本州四国連絡橋公団監理官、運輸省大臣官房国有鉄道部日本鉄道建設公団・本州四国連絡橋公団監理官、貨物流通局港湾貨物課長、運輸政策局運輸産業課長、航空局監理部総務課長、運輸省大臣官房人事課長、内閣官房内閣参事官兼総理府内閣総理大臣官房人事課長兼総理府人事管理官、航空局監理部長、同局次長などを歴任。
1995年（平成7年）6月23日、鉄道局長に就任。
1997年（平成9年）7月1日、運輸省大臣官房長に就任。
1999年（平成11年）7月13日、運輸事務次官に就任。需給調整を廃止するなど、運輸行政の規制緩和などに取り組んだ。2001年（平成13年）1月5日、辞職。同月、国土交通省顧問に就任。
2002年（平成14年）6月、国土交通省顧問を辞任。同年8月1日、帝都高速度交通営団副総裁に就任。
2004年（平成16年）4月1日、東京地下鉄株式会社代表取締役社長に就任。2011年（平成23年）6月29日、同社代表取締役社長を退任し、取締役相談役に就任。2013年（平成25年）6月19日、公益財団法人メトロ文化財団会長（代表理事）に就任。2014年（平成26年）4月29日、瑞宝重光章（運輸行政事務功労）を受章。その後、 京阪電気鉄道株式会社監査役、同社取締役監査等委員、一般財団法人地域伝統芸能活用センター評議員、東京地下鉄株式会社顧問などを歴任。
2024年（令和6年）10月7日、一般財団法人地域伝統芸能活用センター会長に就任。

## 年譜
- 1966年（昭和41年）- 運輸省入省[2]
- 1985年（昭和60年）6月 - 運輸省貨物流通局港湾貨物課長[14]
- 1987年（昭和62年）6月 - 運輸省運輸政策局運輸産業課長[15]
- 1989年（平成元年）6月 - 運輸省航空局監理部総務課長[16]
- 1990年（平成2年）6月 - 運輸省大臣官房人事課長[17]
- 1991年（平成3年）5月 - 内閣官房内閣参事官兼総理府内閣総理大臣官房人事課長兼総理府人事管理官[18]
- 1993年（平成5年）3月 - 運輸省航空局監理部長[19]
- 1994年（平成6年）6月 - 運輸省航空局次長[20]
- 1995年（平成7年）6月 - 運輸省鉄道局長[8]
- 1997年（平成9年）7月 - 運輸省大臣官房長[7]
- 1999年（平成11年）7月 - 運輸事務次官[5]
- 2001年（平成13年）1月- 国土交通省顧問[1]
- 2002年（平成14年）8月 - 帝都高速度交通営団副総裁[1]
- 2004年（平成16年）4月 - 東京地下鉄株式会社代表取締役社長[1]
- 2011年（平成23年）6月 - 東京地下鉄株式会社取締役相談役[23]
- 2013年（平成25年）
  - 6月 - 東京地下鉄株式会社相談役[27]
  - 6月 - 公益財団法人メトロ文化財団代表理事[24]
- 2014年（平成26年）
  - 4月 - 瑞宝重光章（運輸行政事務功労）受章[21]
  - 6月 - 京阪電気鉄道株式会社監査役[27]
- 2016年（平成28年）6月 - 一般財団法人地域伝統芸能活用センター評議員[2]
- 2017年（平成29年）
  - 6月 - 京阪電気鉄道株式会社取締役監査等委員[27]
  - 6月 - 東京地下鉄株式会社顧問[27]
- 2022年（令和4年）- 東京地下鉄株式会社名誉顧問[2]
- 2024年（令和6年）10月 - 一般財団法人地域伝統芸能活用センター会長に就任[2]

#### リスト
1. ↑  [11][12][13][14][15][16][17][18][19][20]